# Менде, Эрих
Э́рих Ме́нде (нем. Erich Mende; 28 октября 1916, Грос-Штрелиц, провинция Силезия — 6 мая 1998, Бонн) — немецкий юрист и политик. Член СвДП, затем ХДС. В 1960—1968 годах являлся председателем СвДП и в 1957—1963 годах возглавлял фракцию в бундестаге. В 1963—1966 годах Эрих Менде занимал должность федерального министра по общегерманским вопросам и одновременно вице-канцлера Германии. Эриху Менде принадлежит афоризм «Ордена помогают отличать политиков от официантов».

## Биография
Родился в семье депутата городского собрания от Партии центра. В 1936 году получил аттестат зрелости и работал по направлению Имперской службы труда, затем был призван в вермахт. В 1938—1945 году являлся профессиональным офицером, дослужился до звания майора и являлся заместителем командира полка в 102-й пехотной дивизии. В последний год войны удостоился рыцарского креста Железного креста, который он впоследствии одним из первых стал носить открыто. Незадолго до окончания войны Менде попал в плен к британцам. После освобождения в статусе переселенца с восточных территорий поселился в Рурской области и изучал юриспруденцию в Кёльнском и Боннском университетах. В 1948 году Менде успешно сдал первый государственный экзамен на юриста и в 1949 году защитил докторскую диссертацию по теме «Право парламентского иммунитета в Федеративной Республике Германии и её землях». Позднее работал преподавателем политических наук в Боннском университете. После отставки с поста министра Менде с 1967 года являлся управляющим с германской стороны в Investors Overseas Services. В 1970 году Менде перешёл на работу юристом в финансовую организацию Bonnfinanz.
В 1946 году Эрих Менде вступил в Свободную демократическую партию Германии, хотя по своим убеждениям был ближе к христианским демократам. В феврале 1946 года Менде был избран секретарём партии в земле Северный Рейн-Вестфалия, затем представлял молодёжную организацию в правлении СвДП в Британской зоне оккупации.
С 1949 года Эрих Менде входил в состав центрального правления партии, в 1960—1968 годах являлся председателем партии. На выборы в бундестаг 1961 году оппозиционная СвДП вышла с обещанием ни при каких обстоятельствах не избирать канцлером Конрада Аденауэра и получила 12,8 процентов голосов, свой лучший результат на выборах вплоть до 2009 года. Своё обещание войти в коалиционное правительство только на условии, что Аденауэр не будет канцлером, свободным демократам сдержать не удалось, потому что на кандидатуре Аденауэра настаивал ХДС. СвДП вступила в коалицию, но Менде отказался от должностей в правительстве и остался председателем фракции в бундестаге, но несмотря на это его партию обвинили в измене своим убеждениям.
17 октября 1963 года Эрих Менде был назначен на должности федерального министра по общегерманским вопросам и вице-канцлера в федеральном правительстве Людвига Эрхарда. После разрыва коалиции Менде вместе с остальными министрами от СвДП 28 октября 1966 года ушёл в отставку.
В январе 1968 года Менде уже не участвовал в выборах председателя партии, его преемником стал федеральный министр экономического сотрудничества Вальтер Шеель, а Менде остался в составе центрального правления партии. В октябре 1970 года Эрих Менде перешёл из фракции СвДП во фракцию ХДС/ХСС, поскольку не поддерживал новый курс в восточной политике правительства Брандта-Шееля, и вступил в ХДС.
Эрих Менде стал первым из политиков, кто привлёк внимание к проблеме участившихся аномалий внутриутробного развития в Германии, которые, как предполагалось тогда, были связаны с испытаниями ядерного оружия. Впоследствии была установлена причина — снотворное Contergan производства фармацевтической компании Grünenthal GmbH на основе талидомида.
Эрих Менде был дважды женат, отец троих сыновей и дочери. Старший сын Вальтер Менде состоит в СДПГ и в 1994—1999 годах занимал пост обер-бургомистра Леверкузена. Эрих Менде похоронен на Крепостном кладбище в Бад-Годесберге.

## Публикации

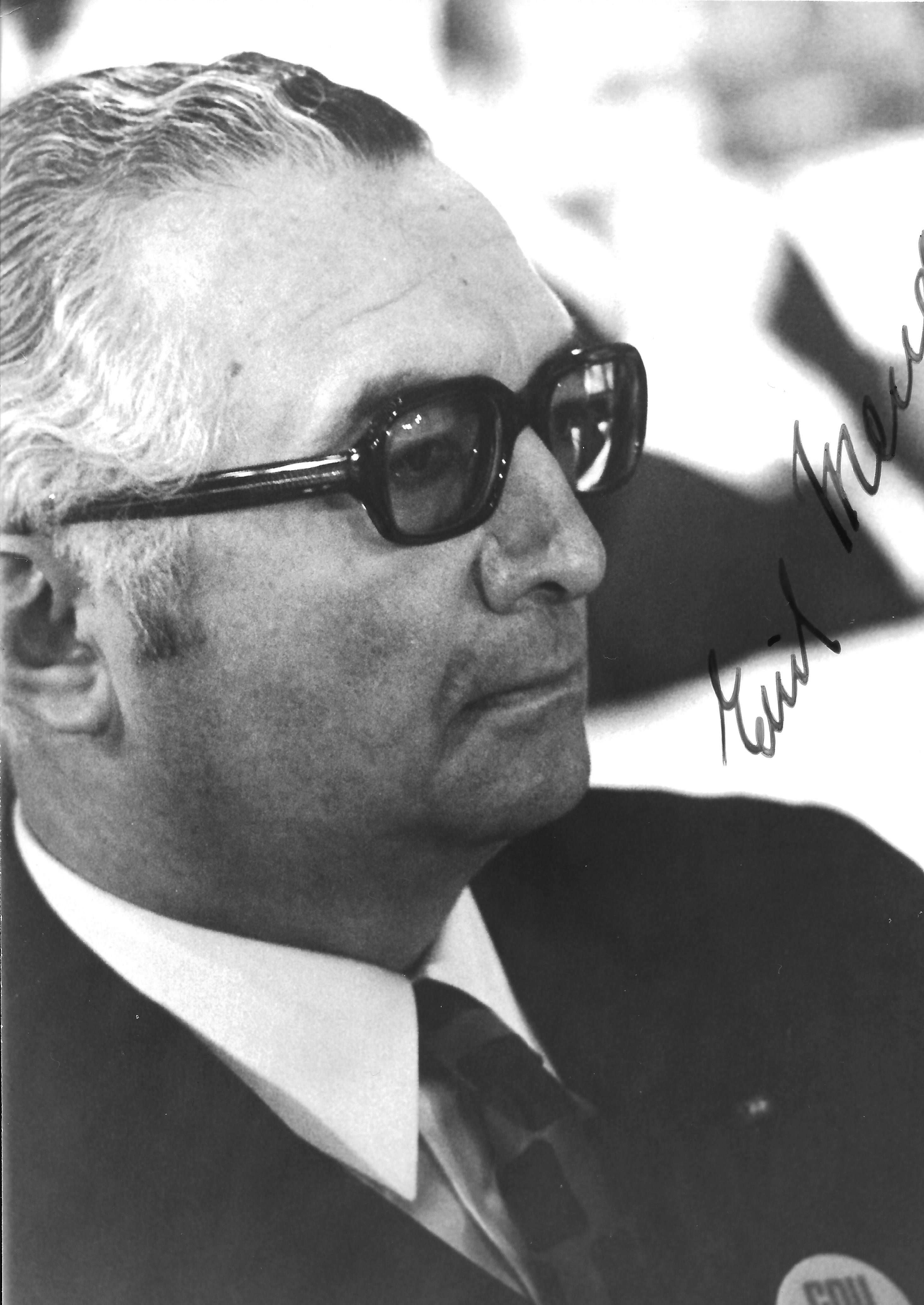
Съезд ХДС в Дюссельдорфе. 1971

- Das parlamentarische Immunitätsrecht in der Bundesrepublik Deutschland und ihren Ländern. Dissertation, Köln 1950.
- Staatspolitische Aufsätze. Bonn 1952.
- Die FDP — Daten, Fakten, Hintergründe. Stuttgart 1972.
- Bilanz aus der Distanz. Ist der Parlamentarismus in einer Krise? Hamburg 1981.
- Das verdammte Gewissen. Zeuge der Zeit 1921—1945. Herbig, 1982.
- Die neue Freiheit. Zeuge der Zeit 1945—1961. Herbig, 1984.
- Von Wende zu Wende. Zeuge der Zeit 1962—1982. Herbig, 1986.
- Der Annaberg und das deutsch-polnische Verhältnis. 2. Auflage. 1994.